# Lubuk Sahung (Arga Makmur)
Lubuk Sahung is een bestuurslaag in het regentschap Bengkulu Utara van de provincie Bengkulu, Indonesië. Lubuk Sahung telt 1313 inwoners (volkstelling 2010).